# Ischyrocerus parvus
Ischyrocerus parvus är en kräftdjursart som beskrevs av Stout 1913. Ischyrocerus parvus ingår i släktet Ischyrocerus och familjen Ischyroceridae. Inga underarter finns listade i Catalogue of Life.